# Borgne (arrondissement)
Borgne (Haïtiaans-Creools: Obòy) is een arrondissement van het Haïtiaanse departement Nord, met 117.000 inwoners inwoners. De postcodes van dit arrondissement beginnen met het getal 15.
Het arrondissement Borgne bestaat uit de volgende gemeenten:
- Borgne (hoofdplaats van het arrondissement)
- Port-Margot